# بوئنو
بوئنو بازیکن فوتبال اهل برزیل است که برای Tokushima Vortis بازی می‌کند.